# Marganakoppa, Sampgaon
Marganakoppa là một làng thuộc tehsil Sampgaon, huyện Belgaum, bang Karnataka, Ấn Độ.